# Cabanos
Cabanos cunoscut și sub denumirea de cabanossi, sau kabana, este un cârnat uscat lung, subțire de obicei fabricat din carne de porc originar din Polonia. Sunt cu aromă de fum, și pot fi moi sau foarte uscați în textură, în funcție de prospețime. De obicei, sunt destul de lungi, de aproximativ 60 de cm, dar foarte subțiri, cu un diametru în jurul 1 cm (0,39 in), și pliați în două, oferindu-le un aspect caracteristic. Versiunile realizate din pui și curcan sunt socotite pe piețele cărnii kosher și delicatese.
Au aromă de fum, și pot fi moi sau foarte uscați și tari, în funcție de prospețime. 
Numele vine de la „Kaban”, un termen în Polonia de est care denumește un porc mascul tânăr, îngrășat cu cartofi. Procesul lor de preparare și gustul excepțional și aroma sunt caracteristicile care definesc cabanosul de alți cârnați.